# 자식 딸린 늑대 소노치이사키테니
《자식 딸린 늑대 소노치이사키테니》(子連れ狼　その小さき手に)은 1993년에 개봉된 후지타 메이지 감독의 일본 영화이다. 코이케 카즈오의 극화를 영상화 한 것이다. 타무라 마사카즈가 13년 만에 출연한 영화 작품이기도 하다.
"公儀介錯人"(공식 처형 자)으로 쇼군을 담당하는 사무라이 오 가미 이토 (Ogami Ittō)는 Yagyu 일족 음모의 목표가 그의 직업을 움켜 쥐고있다 부쉬도 법령은 아내가 살해 당하고 쇼군에 대해 음모를 꾸미고 있다는 증거가있는 것으로 밝혀졌다. 대신 그는 쇼군의 명령을 무시하고 어린 아들과 적을 상대로 무기를 들고 암살자가되었다.

## 출연진
- 타무라 마사카즈
- 나카다이 타츠야
- 하시즈메 이사오
- 타나카 쿠니에